# Musikmatchen
Ej att förväxla med radioprogrammet i Sveriges Radio P1 med premiär april 2012.
Musikmatchen var ett svenskt TV-program som sändes i TV3 1994-1995. Programledare var Rebecca de Ruvo, domare Max Lorentz.
Programmet gick ut på att tre deltagare fick popmusikfrågor vars tema kunde slumpas fram. Förstapriset var en resa till en konsert som man själv valde.